# Њу Рос
Њу Рос (енгл. New Ross, ир. Ros Mhic Thriúin) је град у Републици Ирској, у југоисточном делу државе. Град је у саставу округа округа Вексфорд, где представља четврти по величини град и важно средиште.

## Природни услови
Град Њу Рос се налази у југоисточном делу ирског острва и Републике Ирске и припада покрајини Ленстер. Град је удаљен 150 километара јужно од Даблина.
Њу Рос је смештен у брежуљкастом подручју југоисточне Ирске. Надморска висина средишњег дела града је око 30 метара.
Град се образовао на прелазу реке Бероу, на 20-ак километара од њеног ушла у море.
Клима: Клима у Њу Росу је умерено континентална са изразитим утицајем Атлантика и Голфске струје. Стога град одликује блага и веома променљива клима.

## Историја
Подручје Њу Роса било је насељено већ у време праисторије. Дато подручје је освојено од стране енглеских Нормана у крајем 12. века, када сеовде јавља насеље које се назива „градом”.
Гори је од 1921. године у саставу Републике Ирске. Опоравак града започео је тек последњих деценија, када је Балина поново забележила нагли развој и раст.

## Становништво
Према последњим проценама из 2011. године. Њу Рос је имао око 4,5 хиљада становника у граду и преко 8 хиљада у широј градској зони. Последњих година број становника у граду се повећава.

## Збирка слика
- Главна улица Њу Роса
- Приобаље реке Бероу у граду
- Главна градска црква римокатоличког обреда
- Градска кућа Њу Роса